# Nephila inaurata
Nephila inaurata este un păianjen țesător auriu din familia Nephilidae.  

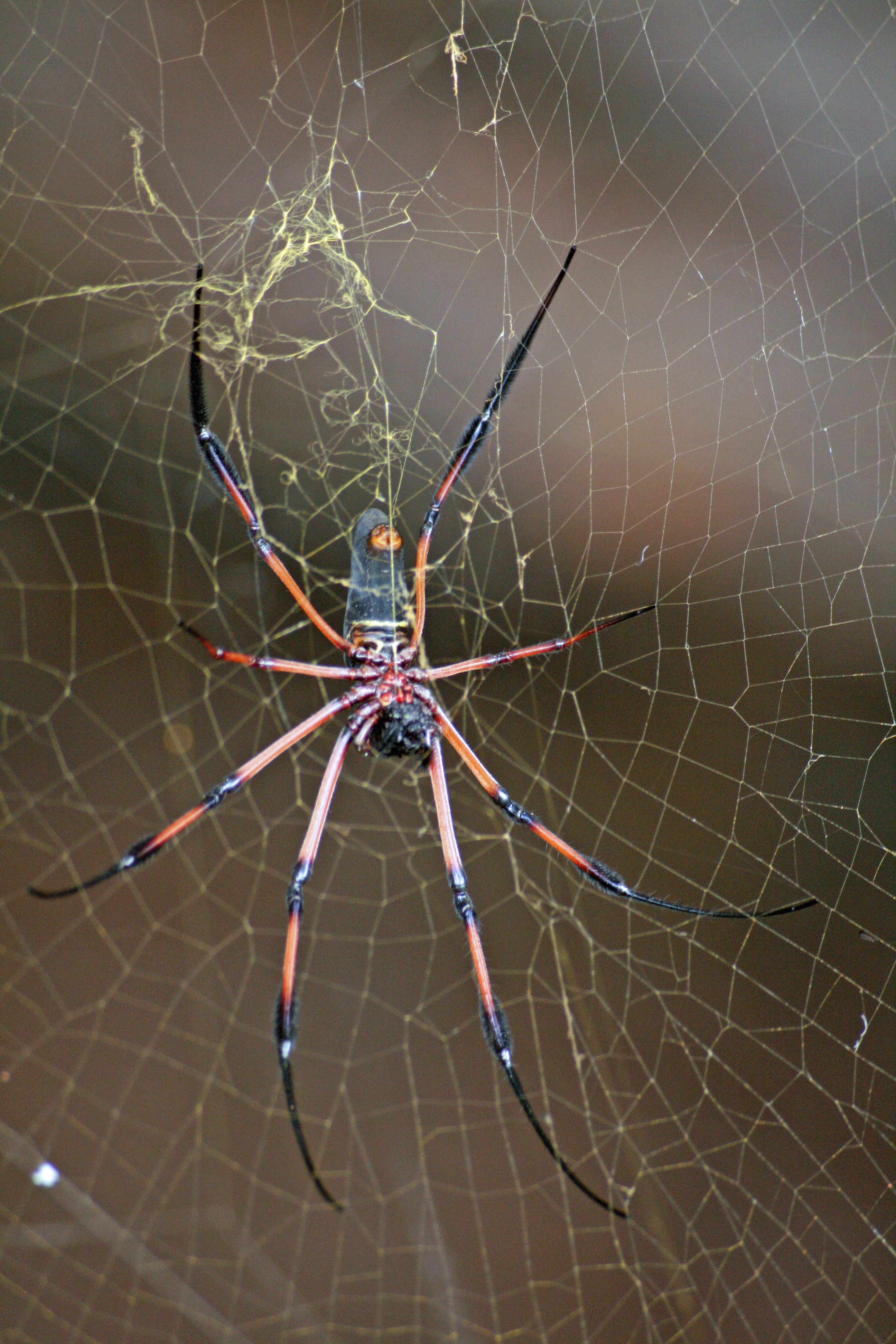
Vedere ventrală

## Descriere
Opistosoma are formă alungită, cilindrică. Picioarele sunt lungi și acoperită cu perișori denși, în special ultima pereche. Prosoma este complet neagră. Opistosomă e de culoare albastră sau neagră cu o fâșie galbenă mediană lungitudinală. Dimorfismul sexual este bine evidențiat, masculul fiind de 4 - 5 cm. 

## Modul de viață
Nephila inaurata țese o pânză cu înclinație de aproximativ 15 grade față de planul vertical, astfel se previne căderea prazii. Conform unor surse, pânza lui este cea mai lungă și cea mai durabilă din toți păianjeni țesători. Aceasta este folosită la pescuitul peștilor mici. Păianjenul își construiește plasa locuri umede, pe copacii mari și în zonele nepoluate, în special de automobile. 

Nephila inaurata se hrănește cu muște, țânțari, molii, viespi și gândaci. 
El este inonfesil pentru om.

## Răspândire
Această specie locuiește în Africa de Sud și pe unele insule din Oceanul Indian (Seychelles, Reunion, Mauritius, Rodrigues). 

## Sistematică
Specia dată include o subspecie Nephila inaurata madagascariensis (Vinson, 1863), răspândită Africa de Sud și Seychelles.

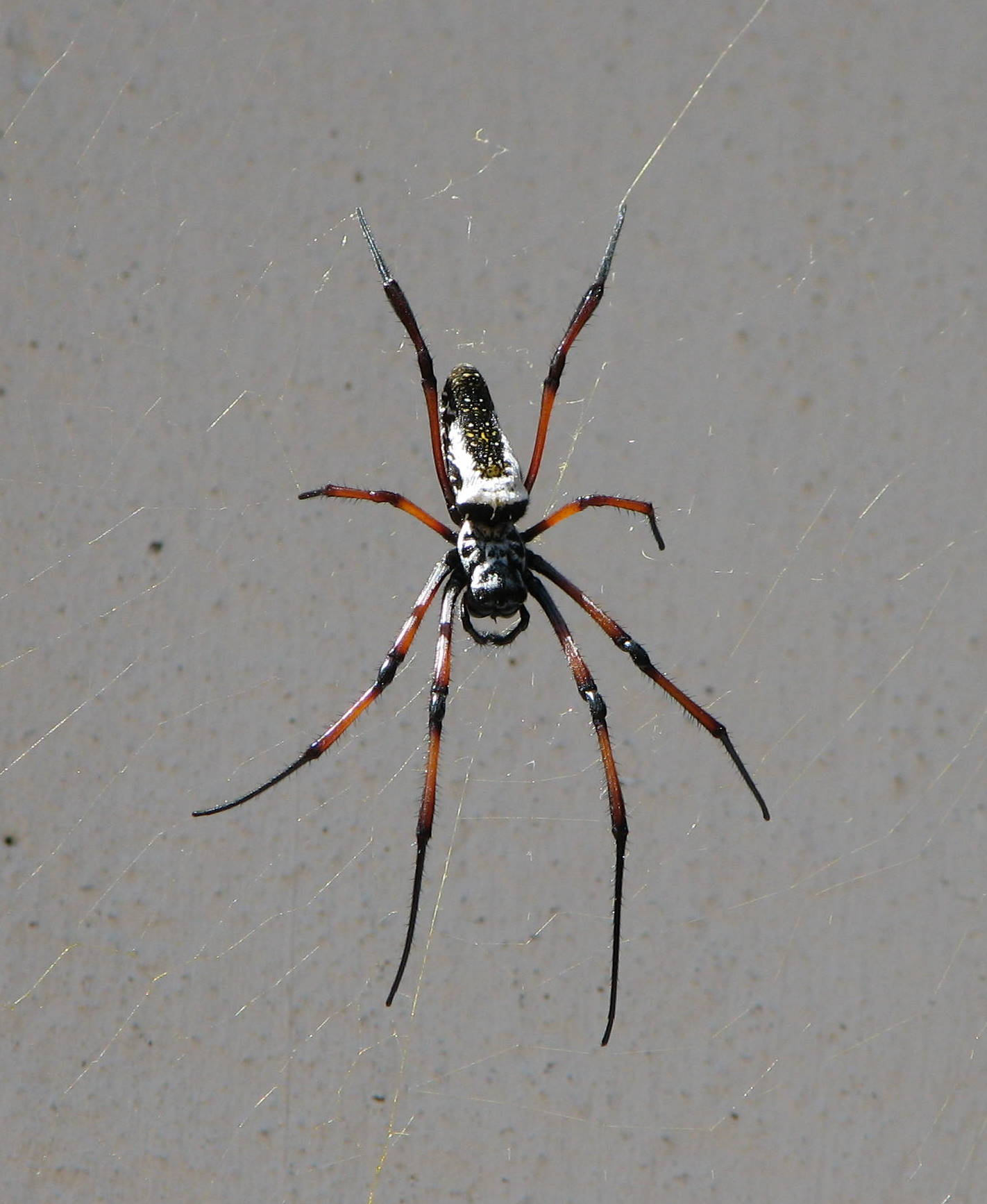
Nephila inaurata madagascariensis